# Диллон, Стив
Стив Диллон (англ. Steve Dillon; 22 марта 1962 — 22 октября 2016) — британский художник комиксов. Наиболее известен своей работой над сериями Hellblazer, Preacher и The Punisher.

## Ранние годы
Диллон родился 22 марта 1962 года в Лондоне и вырос в Лутоне. Он был старшим ребёнком в семье.

## Смерть
22 октября 2016 года младший брат Диллона, Глин, объявил в социальных сетях, что Стив умер в Нью-Йорке. Причиной явились осложнения разрыва аппендикса.

## Награды
- 1998 — National Comics Award — Best Artist
- 1999 — Harvey Award — Best Continuing Series — Preacher
- 2000 — Eagle Award — Favourite (Colour) Comic — Preacher